# Felix Hahndorff
Karl Gustav Felix Hahndorff (* 8. September 1852 in Schwedt/Oder; † 4. Dezember 1920 in Berlin-Dahlem) war ein preußischer Generalleutnant.

## Leben

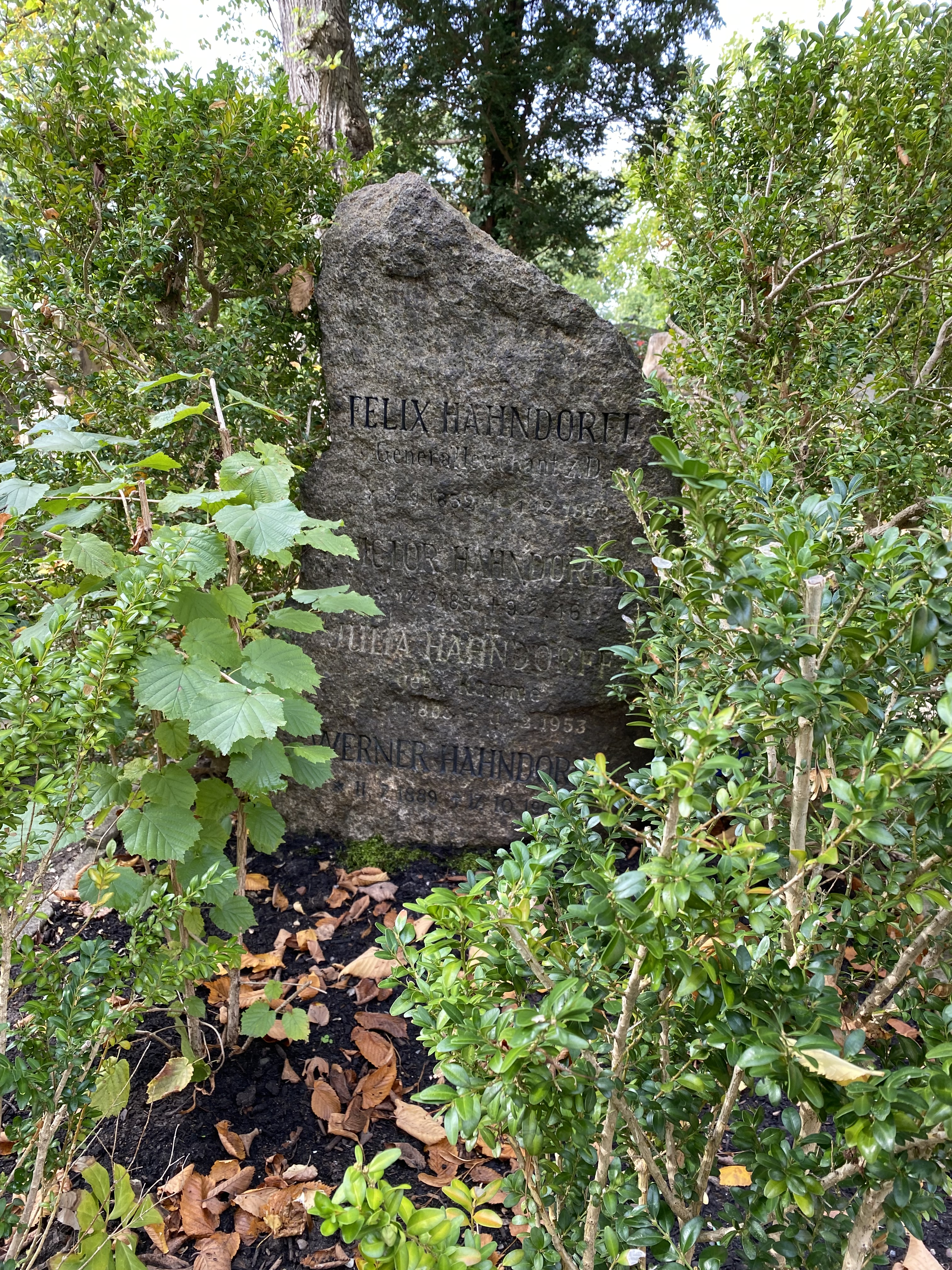
Grabstätte Felix Hahndorff

Hahndorff besuchte das Gymnasium in Neuruppin und das Kadettenhaus in Berlin. Anschließend wurde er am 18. Oktober 1871 als charakterisierter Portepeefähnrich dem 3. Pommerschen Infanterie-Regiment Nr. 14 der Preußischen Armee überwiesen. Dort avancierte er Mitte April 1872 zum Sekondeleutnant und fungierte von Mai 1877 bis Ende Februar 1879 als Adjutant des Füsilier-Bataillons in Stralsund. Kurzzeitig war Hahndorff dann zum Pommerschen Pionier-Bataillon Nr. 2 kommandiert. Am 14. September 1880 folgte seine Versetzung nach Weißenburg in das 7. Brandenburgische Infanterie-Regiment Nr. 60. Hier stieg er im Juni 1883 zum Premierleutnant auf. 
Vom 25. November 1886 bis zum 12. Dezember 1888 war Hahndorff als Kompanieoffizier an die Unteroffizierschule Biebrich kommandiert und wurde anschließend unter Beförderung zum Hauptmann und unter Stellung à la suite seines Regiments als Kompanieführer zur Unteroffizierschule in Marienwerder versetzt. Daran schloss sich ab dem 17. Juni 1893 eine Verwendung als Kompaniechef im Grenadier-Regiment „König Friedrich I.“ (4. Ostpreußisches) Nr. 5 in Danzig an. Am 20. Juli 1898 wurde Hahndorff als überzähliger Major dem Infanterie-Regiment Nr. 154 aggregiert. Mit der Ernennung zum Kommandeur des I. Bataillons folgte am 17. Februar 1900 seine Versetzung in das Infanterie-Regiment „von Borcke“ (4. Pommersches) Nr. 21 nach Thorn. Von dort kam Hahndorff am 16. März 1905 als Oberstleutnant in den Stab des Füsilier-Regiments „von Steinmetz“ (Westpreußisches) Nr. 37, avancierte am 11. September 1907 zum Oberst und war vom 18. November 1907 bis zum 20. April 1911 Kommandeur des Infanterie-Regiments „Hiller von Gärtringen“ (4. Posensches) Nr. 59 in Deutsch-Eylau.
Anschließend wurde Hahndorff mit der Beförderung zum Generalmajor zum Kommandeur der 73. Infanterie-Brigade in Rastenburg ernannt. 1912 verlegte die Brigade ihren Sitz nach Layck. In Genehmigung seines Abschiedsgesuches wurde er am 18. April 1913 unter Verleihung des Charakters als Generalleutnant mit der gesetzlichen Pension zur Disposition gestellt.
Während des Ersten Weltkriegs wurde Hahndorff als z.D.-Offizier wiederverwendet und er fungierte vom 13. September 1914 bis zum 21. Dezember 1916 als Kommandeur der 70. Landwehr-Infanterie-Brigade an der Ostfront.
Felix Hahndorff starb 1920 im Alter von 68 Jahren in Berlin-Dahlem und wurde auf dem dortigen St.-Annen-Kirchhof beigesetzt. Das Grabmal ist erhalten.